# Bourideys
Bourideys är en kommun i departementet Gironde i regionen Nouvelle-Aquitaine i sydvästra Frankrike. Kommunen ligger i kantonen Villandraut som tillhör arrondissementet Langon. År 2022 hade Bourideys 100 invånare.

## Befolkningsutveckling
Antalet invånare i kommunen Bourideys
Referens:INSEE